# Station Michalin WKD
Station Michalin WKD is een spoorwegstation in de Poolse plaats Józefów.